# محمدقسیم فهیم
محمد قسیم فهیم مشهور به مارشال/سپه‌سالار فهیم (متولد سال ۱۳۳۶ از روستای عمرض، ولایت/اُستان پنجشیر افغانستان، درگذشت ۱۸ حوت/اسفند ۱۳۹۲) یک نظامی و سیاستمدار اهل افغانستان بود. او در جنگ‌های مجاهدین در برابر شوروی‌ها و بعد از آن در برابر طالبان از همسنگران نزدیک احمد شاه مسعود بود. فهیم در ۱۵ ثور یا اردیبهشت ۱۳۸۱ بلندترین رتبه نظامی افغانستان؛ مارشال/سپه‌سالار را از آن خود کرد.
او تعلیمات ابتدایی را در زادگاهش به پایان رساند و سپس در سال ۱۳۴۹ وارد دارالعلوم عربی کابل شد.

## فعالیت‌ها
در دوران جنگ شوروی در افغانستان به عنوان یکی از همرزمان احمد شاه مسعود، به عنوان معاون فرماندهٔ منطقه‌ای و مدتی معاون کمیته سیاسی شورای نظار (جمعیت اسلامی افغانستان) و زمانی فرمانده جبهه‌های شمال (مزار شریف، کندوز، بغلان، تخار و بدخشان) و همچنان به عنوان فرمانده جبهه‌های پروان، خوست و فرنگ در بغلان و غوربند ایفای وظیفه نموده است. از آغاز جنگ شوروی در افغانستان تا پیروزی مجاهدین، مارشال محمد قسیم فهیم در پست معاونت احمد شاه مسعود فعال بوده است.
بعد از انتقال حکومت در ۸ آوریل ۱۹۹۲ (میلادی) به عنوان وزیر امنیت ملی دولت اسلامی افغانستان موظف شد. پس از شکست طالبان و تشکیل اداره موقت افغانستان قسیم فهیم در پست قبلی خود ابقا شد و از ژنرال به مارشال ارتقاء رتبه یافت. محمد قسیم فهیم در هردو دیدار بارک اوباما که یکی آن عمومی و دوم آن خصوصی با رئیس‌جمهور کرزی بود؛ اشتراک داشت. وی اعتقاد داشت ایران سهم بزرگی در بازسازی و برقراری ثبات در افغانستان ایفا می‌کند. او ایران را کشور دوست و برادر افغانستان می‌دانست.
مارشال فهیم از آغاز ادارهٔ موقت چندین بار مورد سوءقصد قرار گرفته بود اما در هر بار جان سالم به در برد. در سال ۲۰۰۳ یک بمب در مقابل منزل وی کشف شد. در همان سال فرمانده محافظان شخصی او توسط یک عامل انتحاری کشته شد.
مارشال فهیم سرانجام در سال ۲۰۱۴ پس از یک حملهٔ قلبی درگذشت. وی در زمان مرگ متأهل و دارای ۱۲ فرزند بود.